# にんげんのGO!
にんげんのＧＯ!は山口ケーブルビジョンで2013年４月から放送されているバラエティ番組である。
1日4回放送（①11:25 ②14:40 ③19:40 ④22:40）の20分番組。
週替わりに大小様々な企画を放送している

## 出演者
- どさけん（山口県住みます芸人）
- 長谷川一夫（郵趣家）
- 沖永優子

ほかに企画ごとに専門分野の出演者が参加する場合がある

## 主な企画
- 風景印220景（2012年～2018年）

山口県内の郵便局に設置されている「風景印」を集めその図柄になっている題材を取材する。2018年に全226局の風景印をコンプリートし企画終了。現在はプレゼントＤＶＤの制作時などに新規収録を行っている。
- 人間交差点～ママの格言～（企画終了）

番組ディレクターがスナックのママに人生の金言を集めて紹介する企画
- Mytown 空中散歩（企画終了）

パワードパラグライダーで県内の名所を撮影する
- 絶景！滝見物落差1000（2018年４月～）

県内の秘境滝をめぐりその落差が1000ｍになったらゴール。どさけんに楽をさせん＝落差1000というのが企画名の由来。
訪問した滝は滝カードを配布している
- アーケードヒストリー（不定期）

アーケード商店街の各店舗にインタビューし、その場所にあった店の遍歴マップを作成する
- 隧道どうでしょう（不定期）

県内に残る古いトンネル（水路・暗渠などを含む）を訪ね、その成り立ちや造りを検証する
- 大人の社会見学ツアー（不定期）
- ポイントカードコレクション（不定期）